# Горбунки
Горбунки́ — деревня в Ломоносовском районе Ленинградской области. Административный центр Горбунковского сельского поселения.

## История
Первое упоминание о Горбунках согласно Ревизским сказкам датировано 1751 годом.
Обозначены на карте Санкт-Петербургской губернии 1792 года А. М. Вильбрехта как деревня Горбуны.
Деревня являлась вотчиной великого князя Константина Павловича, из которой в 1806—1807 годах были выставлены ратники Императорского батальона милиции.
На «Топографической карте окрестностей Санкт-Петербурга» Военно-топографического депо Главного штаба 1817 года упомянуты две смежные деревни: Горбуны и Новые Горбуны из 6 дворов каждая.
В 1825 году Ольга Александровна Жеребцова, урожденная Зубова, сестра фаворитов Екатерины II Платона и Валерьяна Зубовых, после возвращения в Россию купила у А. Ф. Шаца деревню Горбунки и превратила её в усадьбу (площадью 29 га) на берегу реки Стрелки с названием Сан-Суси («Беззаботная»).
Деревни Новые Горбунки и Старые Горбунки из 5 дворов каждая упоминаются на «Топографической карте окрестностей Санкт-Петербурга» Ф. Ф. Шуберта 1831 года.
Ольга Александровна в 1837 году перед убытием в очередной раз за границу передала права владения усадьбой «Беззаботная» своему сыну — Егору Августовичу Норду.

ГОРБУНКОВ — деревня принадлежит государю великому князю Константину Николаевичу, число жителей по ревизии: 12 м. п., 15 ж. п.

НОВЫЯ ГОРБУНКИ — деревня принадлежит действительной камергерше Жеребцовой, число жителей по ревизии: 25 м. п., 19 ж. п. (1838 год)

ГОРБУНКИ СТАРЫЕ — деревня Красносельской удельной конторы Шунгоровского приказа, по почтовому тракту, число дворов — 4, число душ — 9 м. п.

ГОРБУНКИ НОВЫЕ — деревня господина Норда, по почтовому тракту, число дворов — 4, число душ — 16. (1856 год)

В 1860 году деревня Старые Горбунки насчитывала 2 двора, деревня Новые Горбунки — 3 двора, включая постоялый двор и мызу Беззаботное.

БЕЗЗАБОТНАЯ — мыза владельческая при речке Стрелке, по левую сторону Нарвского тракта из Стрельны, в 13 верстах от Царского Села, число дворов — 2, число жителей: 15 м. п., 12 ж. п. 

СТАРЫЕ ГОРБУНКИ — деревня Павловского городского правления при речке Стрелке, там же, число дворов — 4, число жителей: 12 м. п., 17 ж. п.

НОВЫЕ ГОРБУНКИ — деревня владельческая при речке Стрелке, там же, число дворов — 4, число жителей: 18 м. п., 20 ж. п. (1862 год)

В 1869 году он продал усадьбу купцу первой гильдии Егору Карловичу Задлеру. После объявления последнего несостоятельным усадьбу приобрёл государственный деятель и финансист, управляющий Государственным банком Евгений Иванович Ламанский.
В 1872—1874 годах временнообязанные крестьяне деревни Новые Горбунки выкупили свои земельные наделы у Г. К. Задлер и стали собственниками земли.

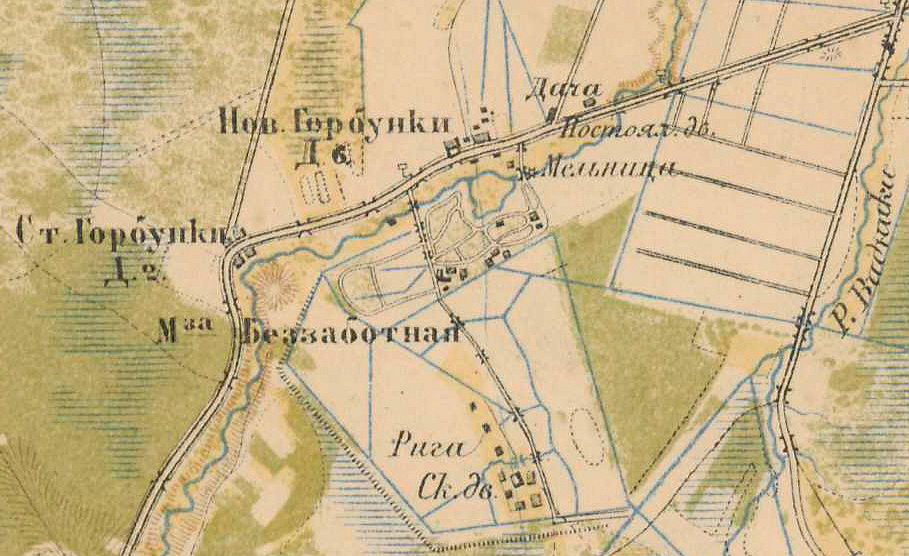
План деревни Горбунки. 1885 год

В 1885 году деревня Старые Горбунки насчитывала 2 двора, Новые Горбунки — 6.
Согласно материалам по статистике народного хозяйства Петергофского уезда 1887 года мыза Беззаботная и деревня Горбунки общей площадью 195 десятин принадлежали тайному советнику Е. И Ламанскому с супругой, они были приобретены четырьмя частями с 1874 по 1880 года за 66 684 рубля. Водяная мельница и постоялый двор сдавались в аренду.
В конце XIX — начале XX века деревни административно относились к Константиновской волости 1-го стана Петергофского уезда Санкт-Петербургской губернии.
По данным «Памятной книжки Санкт-Петербургской губернии» за 1905 год мыза Беззаботная и деревня Горбунки принадлежали наследникам Ламанского.
В 1913 году в обеих деревнях насчитывалось 17 дворов, а мыза Беззаботная принадлежала великой княгине Анастасии Николаевне.
С 1919 по 1921 год деревня Горбунки входила в состав Горбунковского сельсовета Стрельно-Шунгоровской волости Петергофского уезда.
С 1921 года в составе Заводского сельсовета.
С 1922 года в составе Разбегаевского сельсовета.
С 1923 года в составе Заводского сельсовета Стрельнинской волости Троцкого уезда.
Согласно данным переписи населения СССР 1926 года в деревне Горбунки Новые проживали 114 человек — все русские; в деревне Горбунки Старые проживали 54 человека — большинство русские, а также белорусы. В совхозе «Беззаботное» насчитывалось 153 работника.
С 1927 года в составе Урицкого района.
В 1928 году население деревни Горбунки составляло 168 человек.
С 1930 года в составе Ленинградского Пригородного района.

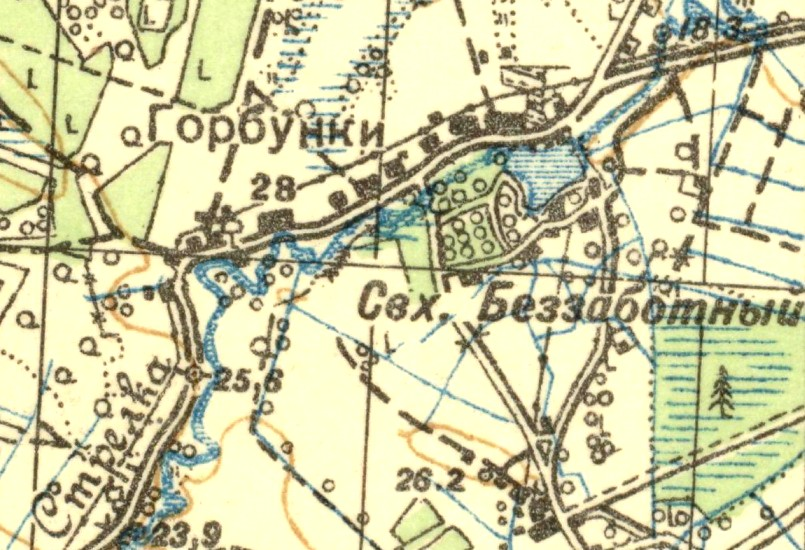
План деревни Горбунки. 1931 год

Согласно топографической карте 1931 года деревня называлась Горбунки и насчитывала 28 дворов, в деревне располагался совхоз «Беззаботный».
По данным 1933 года деревни Старые Горбунки и Новые Горбунки входили в состав Заводского сельсовета Ленинградского Пригородного района. Кроме них в состав сельсовета, общей численностью населения 1573 человека, входили деревни Заводы и Новополье, а также выселки Стрелинские Верхние и Стрелинские Нижние. Административным центром сельсовета являлась деревня Заводы.
С 1936 года в составе Красносельского района.
Близ деревни на аэродроме «Беззаботное» во время Великой Oтечественной войны базировался 1-й минно-торпедный авиационный полк ВВС Балтийского флота. 
Мыза была освобождена от немецко-фашистских оккупантов 20 января 1944 года.
С 1955 года в составе Ломоносовского района.
С 1963 года в составе Гатчинского района.
С 1965 года вновь в составе Ломоносовского района. В 1965 году население деревни Горбунки составляло 49 человек.
По данным 1966 и 1973 годов деревня также находилась в составе Заводского сельсовета. В деревне располагалась птицефабрика «Ломоносовская».
По данным 1990 года в деревне Горбунки проживали 6881 человек. Деревня являлась административным центром Заводского сельсовета в который входили 9 населённых пунктов: деревни Велигонты, Верхняя Колония, Горбунки, Новополье, Разбегаево, Райкузи, Средняя Колония, Старые Заводы; местечко Кордон 86, общей численностью населения 8838 человек.
В 1997 году в деревне Горбунки Заводской волости проживали 8213 человек, в 2002 году — 7604 человека (русские — 91 %).
В 2007 году в деревне Горбунки Горбунковского сельского поселения — 7643 человека.
День рождения деревни отмечается 22 июня.

## География
Деревня расположена в северо-восточной части района на автодороге 41К-011 (Стрельна — Гатчина) («Стрельнинское шоссе»).
Расстояние до районного центра — 29 км.
Расстояние до ближайшей железнодорожной станции Стрельна — 5 км.
Деревня находится на левом берегу реки Стрелка.

## Демография
| 1838  | 1862  | 1990  | 1997  | 2002  | 2007  | 2010  |
| ----- | ----- | ----- | ----- | ----- | ----- | ----- |
| 71    | ↗94   | ↗6881 | ↗8213 | ↘7604 | ↗7643 | ↘7478 |
| 2012  | 2015  | 2017  | 2021  |       |       |       |
| ↗7836 | ↘7541 | ↘7214 | ↘6557 |       |       |       |

Крупнейший населённый пункт Ломоносовского района. Изменение численности населения:

## Инфраструктура
Пятиэтажная застройка советских массовых серий, индивидуальные дома.

## Учреждения социальной сферы
- МДОУ № 2 (Детский сад)
- МОУ Ломоносовская СОШ № 3
- Дворец культуры (библиотека, музей)
- МОУ ДОД «Ломоносовская детско-юношеская спортивная школа»
- Корпус Ленинградского Государственного университета им. А. С. Пушкина (Институт психологии и педагогики)
- ГБУЗ ЛО «Ломоносовская МБ им И. Н. Юдченко» (Заводская амбулатория)
- OOO «РИЦ РКЦ» (Расчетно-кассовый центр)

## Органы власти
- Администрация Горбунковского сельского поселения

## Крупные предприятия
- ОАО «Птицефабрика Северная» (производство мяса птицы)
- ООО «Скиф» (производство изделий из ДСП и МДФ)
- ООО "ПТК «Аргос-Электрон» (производство элементов электронной аппаратуры для светодиодного освещения)
- НПП «Авивак» (производство вакцин для птицеводства)
- ООО «Ломоносовский мясокомбинат» (мясоперерабатывающее предприятие)

## Достопримечательности
- Парк «Беззаботное»
- Водопад парка «Беззаботное»
- «Аллея Славы» в центре посёлка

## Транспорт
Автобус
- № 486 ( «Проспект Ветеранов» —  Кипень)
- № К-486В ( «Проспект Ветеранов» —  Горбунки)
- № К-650А ( «Проспект Ветеранов» —  Кипень)
- № 653А (Аннино— Ломоносов, вокзал)

## Фото

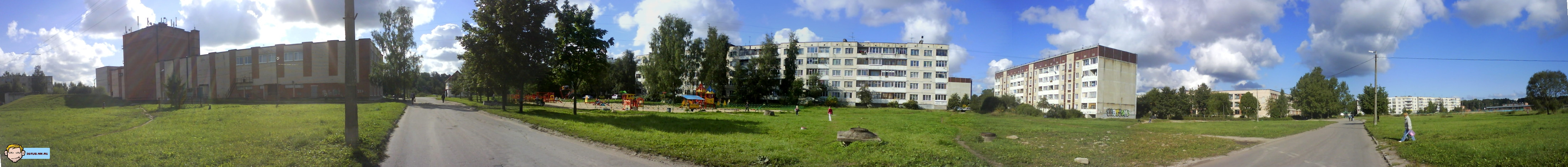
Панорама «Дворец культуры — школа»

## Улицы
Орлинская промзона, Спорта, Стародеревенская, Южный сквер.

## Садоводства
Горбунки.